# Damián Quintero
Damián Hugo Quintero Capdevila (ur. 4 lipca 1984 w Buenos Aires) – hiszpański karateka, srebrny medalista Letnich Igrzysk Olimpijskich 2020.
Urodził się w Buenos Aires, skąd jego rodzina wyemigrowała do Hiszpanii.
Zdobył srebrny medal na World Games 2017 w kategorii kata. Przegrywając w Tokio z japońskim karateką Ryō Kiyuna, wywalczył srebrny medal olimpijski.